# شركة إسمنت القصيم
شركة أسمنت القصيم شركة مساهمة سعودية مسجلة في مدينة بريده بتاريخ 28 شعبان 1398هـ الموافق 2 أغسطس 1978م بموجب السجل التجاري رقم 1131001224، وقد تم تأسيس الشركة بموجب المرسوم الملكي رقم م/62 بتاريخ 15 شعبان 1396هـ الموافق 11 أغسطس 1976م.

## النشاط
يتمثل النشاط الأساسي للشركة في صناعة وإنتاج الأسمنت ومشتقاته أنواعه ثم يُتاجر بالمنتجات وكذلك القيام بجميع الأعمال المتصلة بصورة مباشرة أو غير مباشرة لهذا الغرض.

## نبذة
أسمنت القصيم شركة سعودية مساهمة مفتوحة مسجلة في سوق المال السعودي - تداول تحت رمز3040. رأس المال المصرح به 900 مليون ريال سعودي مدفوعة بالكامل ـ مقسمة على 90 مليون سهم، القيمة الاسمية للسهم 10 ريال. يبلغ عدد الموظفين 650 موظف .

## المنتجات
تنتج شركة أسمنت القصيم ثلاث أنواع من الأسمنت وهي:
- أسمنت بورتلاندي عادي.
- أسمنت مقاوم للكبريتات.
- أسمنت التشطيب.

## اتفاقيات
في 24 ديسمبر 2023، أعلنت الشركة اتفاقية تنفيذ ملزمة للاستحواذ على شركة أسمنت حائل من خلال صفقة مبادلة أوراق مالية.